# Cuiry-lès-Iviers
 Cuiry-lès-Iviers  là một xã ở tỉnh Aisne, vùng Hauts-de-France thuộc miền bắc nước Pháp.